# Claudio Cappon
Claudio Cappon (Roma, 9 luglio 1952) è un dirigente pubblico e privato italiano.
Cappon è sposato e ha tre figli.

## Biografia
Diplomatosi presso il Liceo Classico Statale "Francesco Vivona" si è successivamente laureato in economia e commercio all'Università di Roma La Sapienza, dove tiene anche attualmente corsi di specializzazione.
Per vent'anni ha lavorato nell'IRI facendo una brillante carriera e specializzandosi nel controllo di gestione, e nel 1994 è stato direttore delle attività industriali di Fintecna, diventandone in seguito direttore generale e dal 1996 amministratore delegato. È stato inoltre presidente di Pavimental consigliere d'amministrazione di Autostrade per l'Italia e di Aeroporti di Roma.
È stato vice direttore generale della Rai dal 1998 al 2001, quando nel febbraio 2001 è diventato direttore generale fino al marzo del 2002. Nel 2002 è nominato amministratore delegato della Consap (Concessionaria dei servizi assicurativi pubblici) e presidente dell'APT (Associazione dei produttori televisivi).
Il 21 giugno 2006 è stato nuovamente nominato direttore generale della Rai; il 2 aprile 2009 il CdA della Rai lo sostituisce con Mauro Masi.
Cappon è stato membro del consiglio di amministrazione di Dada, Presidente di Rai World e vice presidente dell'Unione europea di radiodiffusione.